# 존 갤러거 주니어
존 갤러거 주니어(John Gallagher, Jr., 1984년 6월 17일 ~ )는 미국의 배우이다.

## 출연 작품
- 아이 엠 마더 - 스탠 카마이클 형사 역
- 카메론 포스트의 잘못된 교육 - 리버렌드 릭 역
- 사디
- 더 베스트 오브 에너미즈
- 아메리칸 우먼
- 언더워터 - 스미스 역
- 커넥트 - 마티 역